# برنار لاول
 برنار لاول (انگلیسی: Bernard Lovell؛ زاده ۳۱ اوت ۱۹۱۳ درگذشته ۶ اوت ۲۰۱۲) یک دانشمند اهل بریتانیا بود.
وی همچنین برنده جوایزی همچون مدال پادشاهی شده است.